# Bahnhof Widnes
Koordinaten: 53° 22′ 43,2″ N, 2° 44′ 1,5″ W

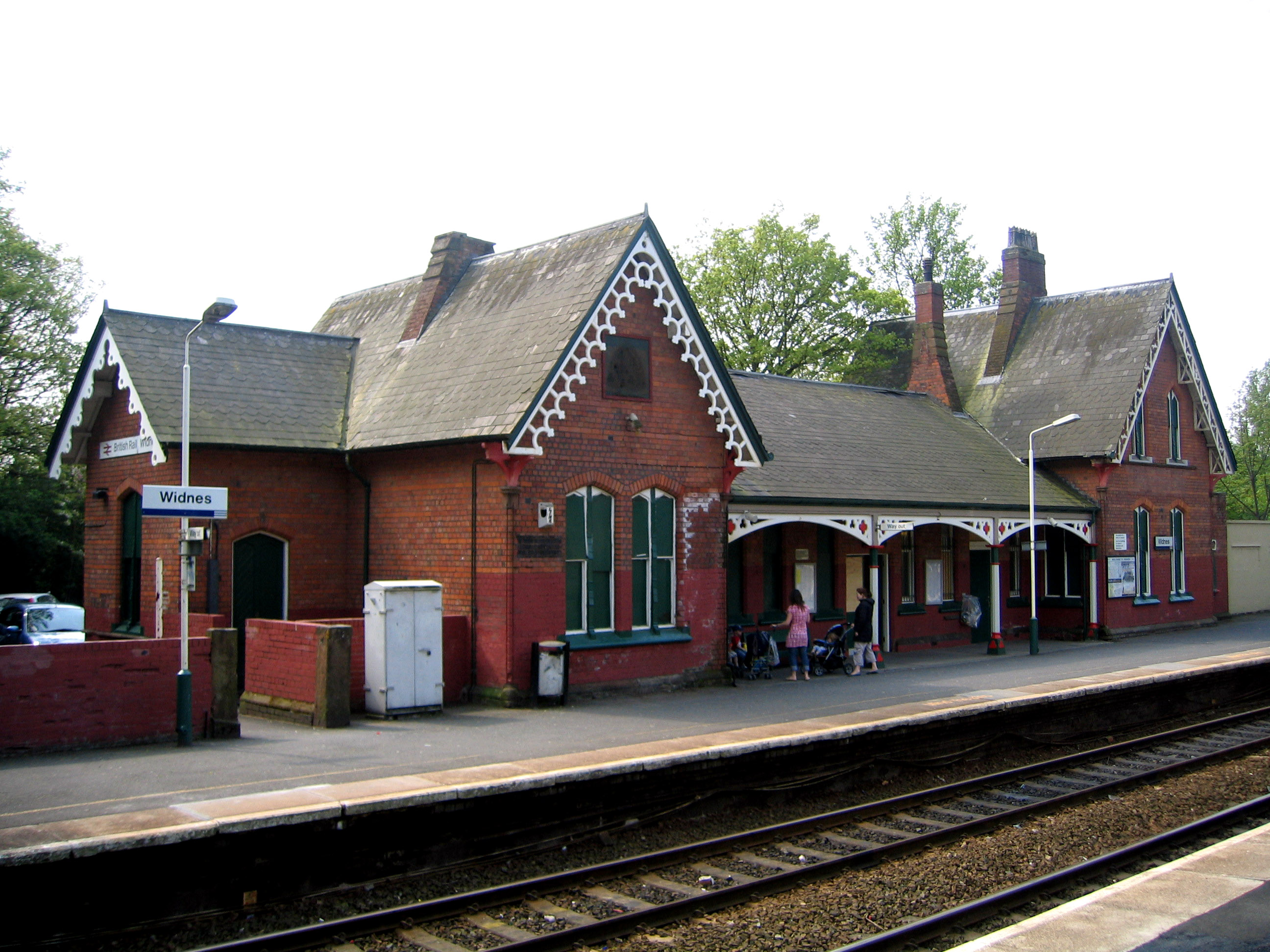
Bahnhof Widnes

Der von der Northern Rail betriebene Bahnhof in der Stadt Widnes in Halton im County Cheshire im Nordwesten von England liegt an der Bahnstrecke Liverpool–Warrington–Manchester. Das Bahnhofsgebäude wurde von English Heritage im Grade II als „Widnes North Railway Station“ in die Statutory List of Buildings of Special Architectural or Historic Interest eingetragen.

## Bauwerke
Das einstöckige Bauwerk an der Victoria Avenue in Farnsworth hat einen H-förmigen Grundriss und spannt über acht Joche. Es ist aus brauen Backsteinen gemauert, der Sockel besteht aus Sandstein. Das Dach ist schiefergedeckt. Die Ortgänge sind aus Holz und sind mit drei verschieden geschnitzten Ornamentmotiven versehen. Das Schutzdach auf der Bahnsteigseite wird von vier oktogonalen Säulen getragen, zwischen denen bogenförmige Bünde angebracht sind. Die verwendeten Motive zur Verzierung sind Kreuz, Dreipass und Wecke. Die Fenster sind leicht gotischen Stils, und die Fensterbänke sind aus Stein. An der Wand zur Bahnsteigseite ist ein Trinkbrunnen mit muschelförmiger Schale angebracht, darüber zeigt eine Inschrift die Jahreszahl der Erbauung.
Das Stationsgebäude ist ein Standardgebäude des Cheshire Lines Committee. Eine Fußgängerbrücke verbindet die beiden Bahnsteige. Im Jahr 2009 wurde die Station erneuert. Außer dem Fahrkartenschalter befindet sich ein Verkaufsladen und ein Schönheitssalon im Innern. Toiletten oder Wartemöglichkeiten für die Fahrgäste bestehen jedoch nur in dem schon früher bestehenden Schuppen an dem in Richtung Manchester führenden Bahnsteig.

## Geschichte
Der Bahnhof wurde 1873 in Betrieb genommen und erhielt ursprünglich den Namen Farnworth. Farnworth war zu jener Zeit ein Dorf nördlich von Widnes, wurde jedoch später eingemeindet und ist nun ein nördlicher Vorort der Stadt. Die Bahnstation erhielt später den Namen Widnes North und trägt heute den Namen Widnes, weil die anderen im Ort befindlichen Bahnhöfe Widnes Central und Widnes South in den 1960er Jahren geschlossen wurden.

## Bedienung
Lokalzüge von Northern Rail bedienten 2008 den Bahnhof zweimal stündlich pro Richtung. Sie führen ostwärts zur Manchester Oxford Road und nach Westen zur Liverpool Lime Street. Durch East Midlands Trains wird ein stündlicher Eilzug angeboten, der über Manchester Piccadilly nach Nottingham und East Anglia verkehrt.

## Paul Simons SongHomeward Bound

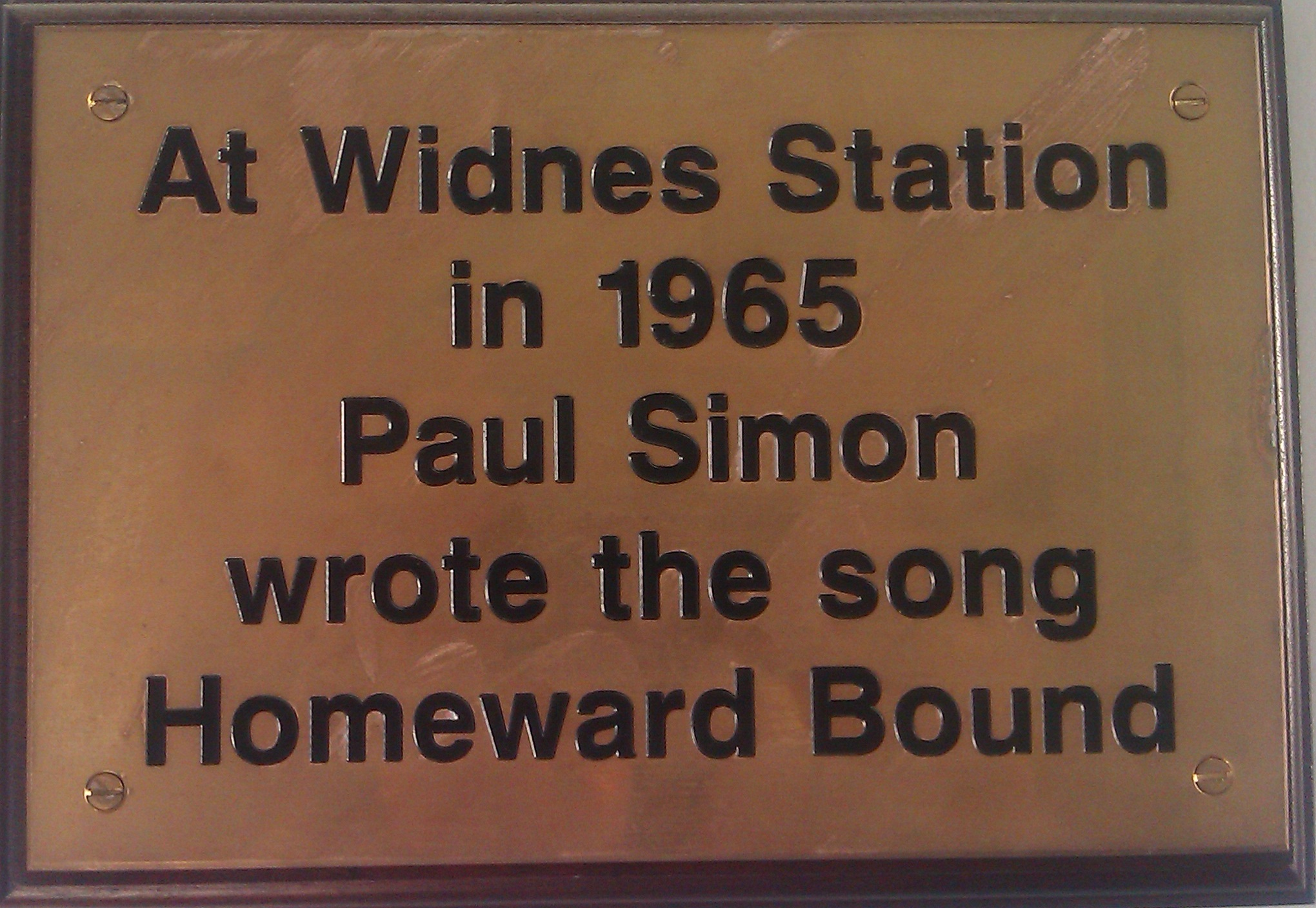
Plakette mit dem Hinweis auf Homeward Bound

Man glaubt, dass Paul Simon beim Warten auf diesem Bahnhof zu seinem Song Homeward Bound inspiriert wurde, als er durch das Vereinigte Königreich reiste. Eine Gedenktafel erinnert an diese Behauptung. Sie ist in dem Bahnhofsgebäude auf der Bahnsteigseite angebracht, die nach Liverpool führt. Das Lied wurde tatsächlich jedoch auf dem inzwischen stillgelegten Bahnhof Ditton Junction geschrieben. Simon wird mit den Worten zitiert, „[w]er jemals Widnes gesehen hat, der wird wissen, warum ich geneigt dazu war, so schnell wie möglich nach London zurückzukommen“.